# Paratetralophidea ornatipennis
Paratetralophidea ornatipennis är en stekelart som beskrevs av Girault 1915. Paratetralophidea ornatipennis ingår i släktet Paratetralophidea och familjen sköldlussteklar. Inga underarter finns listade i Catalogue of Life.